# Arjowiggins

Logo

Das Unternehmen Arjowiggins ist einer der weltweit führenden Papierhersteller mit Sitz in Issy-les-Moulineaux. Es besitzt 28 Werke in Europa mit etwa 8.000 Beschäftigten. Ab 1888 stellte es Papiersorten der Marke Conqueror her.
In Deutschland übernahm Arjowiggins im Jahre 1991 die Gebrüder Buhl Papierfabriken GmbH & Co. KG in Ettlingen. Das von diesem Unternehmen 1981 übernommene Werk in Dettingen an der Erms wurde 1861 vom Pfarrer Gustav Werner gegründet, um behinderten und sozial benachteiligten Menschen Arbeit zu geben. Es ist nun Sitz des deutschen Tochterunternehmens.
2001 verhängte die Europäische Kommission gegen Arjowiggins eine Geldstrafe in Höhe von 184,3 Millionen Euro für Wettbewerbsabsprachen bei Durchschreibpapier-Produkten.
Im Jahre 2008 musste das Werk in Dettingen/Erms rund 20 Millionen Euro wegen Kartellbildung zahlen.
Im Januar 2019 hat der französische Papierkonzern Sequana Capital für sein Tochterunternehmen Arjowiggins die Eröffnung eines Schutzschirmverfahrens sowie für drei französische Papierwerke von Arjowiggins die Insolvenz beantragt.
Im September 2022 wurde bekannt, dass Arjowiggins insolvent ist und die Produktion eingestellt hat.